# Boulleville
Boulleville é uma comuna francesa na região administrativa da Normandia, no departamento de Eure. Estende-se por uma área de 7,2 km². Em 2010 a comuna tinha 1 190 habitantes (densidade: 165,3 hab./km²).